# 藏持站
藏持站（日语：／ Kuramochi eki */?）是位於三重縣名張市藏持町原出，近畿日本鐵道（近鐵）伊賀線的鐵路車站（廢站）。

## 歷史
- 1922年（大正11年）7月18日：伊賀電氣鉄鐵上野町（後來名為上野市站）至名張（後來名為西名張站）之間開業，此站啟用。
- 1929年（昭和4年）
  - 3月31日：大阪電氣軌道與伊賀電氣鐵道合併，成為大阪電氣軌道伊賀線車站[1]。
  - 4月1日：伊賀線設施租給參宮急行電鐵，使此站由參宮急行電鐵營運[1]。
- 1931年（昭和6年）9月30日：路線轉讓，成為參宮急行電鐵車站[2]。
- 1941年（昭和16年）3月15日：參宮急行電鐵與大阪電氣軌道合併，成為關西急行鐵道車站[2]。
- 1944年（昭和19年）6月1日：經過公司合併，成為近畿日本鐵道的車站[2]。
- 1945年（昭和20年）6月1日：伊賀線伊賀神戶至西名張之間暫停營業，此站也暫停營業[3]。
- 1946年（昭和21年）3月15日：伊賀線伊賀神戶至西名張之間重開[3]，此站重開。
- 1964年（昭和39年）10月1日：伊賀線伊賀神戶至西名張之間廢除，此站也被廢除[3]。翌日，大阪線開設替代車站桔梗丘站。

## 車站構造
此站是一座地面車站，設有1面1線的單式月台，但是從月台痕跡中可得知曾經為一座相對式月台。此站是無人車站。站內曾經設有農業倉庫，因此站內範圍較大。

## 廢站後
在廢站後，農業倉庫曾經繼續長時間存在，但是現時已經看不到任何痕跡。車站遺址變為名張市藏持市民中心和藏持町之保健室。另外，車站附近的路軌遺址變為道路。

## 相鄰車站
近畿日本鐵道
■伊賀線 
西原－藏持－八丁

## 注腳
1. 1 2  近畿日本鉄道株式会社. . 近畿日本鉄道. 2010-12: 91–92. NDL 21906373 （日语）.
2. 1 2 3  曾根悟（監修）. . 週刊朝日百科. 2号 近畿日本鉄道 1. 朝日新聞出版. 2010-08-22: 18–23. ISBN 978-4-02-340132-7 （日语）.
3. 1 2 3  今尾惠介（監修）.  8 関西1. 新潮社. 2008: 26. ISBN 978-4-10-790026-5 （日语）.
4. ↑  鐵道友之會《RAILFAN》1984年10月號（No.371）P.33

## 相關項目
- 日本鐵路車站列表 Ku

## 外部連結
- 【Tekuteku步記】舊近鐵伊賀線 西名張－伊賀神戸（伊賀鎮情報YOU（日语：伊賀タウン情報YOU））②八丁～藏持～西原 （页面存档备份，存于）（日語）
- 名張市企劃財政部廣報對話室「廣報名張」No.1067（2014年9月7日）「旧伊賀線ー廃線から半世紀」 （页面存档备份，存于） ※